# Kutyám, Jerry Lee 2.
A Kutyám, Jerry Lee 2. (eredeti cím: K-911) 1999-ben bemutatott amerikai akció-filmvígjáték, amely a Kutyám, Jerry Lee közvetlen folytatása, és a Kutyám, Jerry Le-filmsorozat második része. A filmet Charles T. Kanganis rendezte, a főszerepben pedig James Belushi látható.
A film 1999. december 12-én jelent meg.

## Cselekmény
Mike Dooley és társa, a német juhászkutya Jerry Lee továbbra is a Los Angeles-i Rendőrség szolgálatában áll. Dooley felesége, Tracy az előző eset óta elhunyt.
Dooley üldözőbe vesz egy bűnözőt, de futás közben kimerül, kénytelen megállni, így a bűnöző elmenekül. Jerry Lee sem segít, mert ő meg fél ugrani.
Dooley főnöke, Roger Byers százados úgy véli, hogy Dooley és Jerry Lee is rossz fizikai állapotban van. Az orvosi vizsgálatok megerősítik ezt a feltételezést. Az állatorvos Jerry Lee-nek a kutyáknak szánt senior diétát írja fel, de Dooley továbbra is inkább hot dogot, chilivel készült kajákat és gumicukrot etet Jerry Lee-vel.
Dooley új társat kap, Welles rendőrnőt, akinek a társa egy Hollandiában kiképzett dobermann, Zeusz, ami állítólag ezért csak hollandul hallgat a parancsokra. Dooley-nak és Wellesnek korábban viszonya volt; Welles azt állítja, hogy megbánta. Dooley megpróbálja megmutatni társának, hogy ő és a kutyája nem különösebben hasznosak. Többek között azon vitatkoznak Wellesszel, hogy ki használja a főbejáratot, és ki a hátsó bejáratot, amikor mindketten meg akarnak látogatni és ki akarnak hallgatni egy bűnözőt.
Dooley-t Devon Lane, egy pszichopata zaklatja, aki bosszút akar állni az őt ért megaláztatásokért. Lane felhívja Dooleyt, és egy mesterlövészpuskával tüzel a házára, de csak Dooley sörösdobozát találja el. Az első gyanúsított egy volt fegyenc,   akit egyszer Dooley letartóztatott, de azóta feltételesen szabadlábra helyezték a börtönből. Tucatnyi lőfegyver van a birtokában, de kiderül, hogy ártatlan, és még meg is köszöni Dooleynak, hogy bűnöző bátyját börtönbe juttatta. Amikor Dooley és Welles ki akarnak hallgatni egy fegyverkereskedőt, lövöldözés alakul ki, Dooley autóját egy rakétavetővel szétrombolják, Dooley biciklin üldözi a fegyverkereskedőt, és letartóztatja. A pszichopatát Devon Lane-ként azonosítják, aki évekkel ezelőtt egy bűnügyi regény kéziratát nyújtotta be Dooley szerkesztőként dolgozó feleségének. A regény kiadását annak idején elutasították. Dooleyt még mindig nagyon megviseli felesége halála. Welles azzal vigasztalja: „mindenki meghal egyszer”.
Dooley és Welles egy kis időt töltenek együtt Dooley otthonában, Dooley egy szelet pizzával és egy sétával elnyeri Welles dobermannja, Zeusz bizalmát. Welles átalussza Dooley főztjét, és amikor a férfi megy, hogy felszolgálja neki a reggelit, addigra a nő eltűnik.
Devon Lane most már be akarja fejezni a munkáját, bemegy a rendőrőrsre, és túszul ejti Welles-t. Dooley megjelenik Jerry Lee és Zeusz kíséretében, és Lane egy tűzváltás után az épület tetejére menekül. Dooley üldözőbe veszi, Lane legyőzi Dooleyt, lábon lövi, majd közelről is le akarja lőni Dooleyt. Jerry Lee legyőzi félelmét, és ráugrik a bűnözőre, ezzel megmentve gazdája életét. Lane-t letartóztatják, Dooley-t pedig kórházba szállítják, ahol később Welles és a kutyák meglátogatják.
Dooley és Welles megvitatják, hogy kínai vagy olasz kaját kellene-e enniük.

## Szereplők
| Szerep                 | Színész             | Magyar hang    |
| ---------------------- | ------------------- | -------------- |
| Michael Dooley nyomozó | James Belushi       | Józsa Imre     |
| Welles őrmester        | Christine Tucci     | Vándor Éva     |
| Byers százados         | James Handy         | Szokolay Ottó  |
| Devon Lane             | Wade Williams       | Németh Gábor   |
| Harry Stripe           | Vincent Castellanos | Laklóth Aladár |
| Jackie Hammonds        | Ron Yuan            | N/A            |
| Dr. Perkins            | Denise Dowse        | N/A            |
| Johnson                | Timo Flloko         | N/A            |
| Mac, Sonto, Reno       | Jerry Lee           | kutyák         |
| Lucan, Taze, Jasmine   | Zeusz               | kutyák         |

## Fogadtatás
A Rotten Tomatoes-on 6 kritikus véleménye alapján a film 17%-os minősítést ért el.

## Fordítás
- Ez a szócikk részben vagy egészben  a   K-911 című angol Wikipédia-szócikk fordításán alapul.  Az eredeti cikk szerkesztőit annak laptörténete sorolja fel. Ez a jelzés csupán a megfogalmazás eredetét és a szerzői jogokat jelzi, nem szolgál a cikkben szereplő információk forrásmegjelöléseként.
- Ez a szócikk részben vagy egészben  a   Mein Partner mit der kalten Schnauze 2 című német Wikipédia-szócikk fordításán alapul.  Az eredeti cikk szerkesztőit annak laptörténete sorolja fel. Ez a jelzés csupán a megfogalmazás eredetét és a szerzői jogokat jelzi, nem szolgál a cikkben szereplő információk forrásmegjelöléseként.